# КИНЕФ-Сургутнефтегаз
«КИНЕФ-Сургутнефтегаз» — ватерпольный клуб из города Кириши (Ленинградская область).
В системе клуба имеется женские ватерпольные команды «КИНЕФ-Сургутнефтегаз» и «КИНЕФ-2», а также мужская ватерпольная команда «КИНЕФ-Сургутнефтегаз».
Женский ватерпольный клуб — 20-кратный чемпион России, 14-кратный обладатель Кубка России, 2-кратный победитель Финала четырёх Евролиги LEN, обладатель Суперкубка LEN и обладатель кубка LEN TROPHY.

## Женский ватерпольный клуб

### История
Генеральным спонсором команды является «Киришинефтеоргсинтез» — нефтеперерабатывающее предприятие в городе Кириши. Генеральный директор В. Е. Сомов в 2000—2012 годах был президентом Федерации водного поло России.
В чемпионате России дебютировала в сезоне 1993/94 год под названием «Факел». Свой первый сезон команда закончила на 7 (предпоследнем месте). В сезоне 1994/95 команда стала 9-й (из 12 команд). В следующем сезоне команда значительно улучшила результат и закончила чемпионат на 5-й позиции.
В сезоне 1996/97 команда переименовывается в «Кинеф». Четыре сезона (1997, 1998, 1999 и 2000) команда завершает сезон на четвёртой позиции. В сезонах 2000/01 и 2001/02 годов команда становится бронзовым призёром чемпионата России. А начиная с 2003 года ежегодно уже под названием «Кинеф-Сургутнефтегаз» становится чемпионом.
Как чемпион России, участвует в еврокубках. Команда с сезона 2004/05 регулярно играла в Финале Четырёх женской Евролиги LEN (до 2013 года — Лига Чемпионов LEN). В сезонах 2016/17 и 2017/18 «КИНЕФ-Сургутнефтегаз» выигрывала Евролигу LEN, а в 2017 году победила в Суперкубке LEN.

## Достижения

### Национальные

#### Чемпионат России
- Чемпион России (20) — 2003, 2004, 2005, 2006, 2007, 2008, 2009, 2010, 2011, 2012, 2013, 2014, 2015, 2016, 2017, 2018, 2019, 2020, 2021, 2022
- Серебряный призёр (5) — 1994, 1999, 2000, 2001, 2002
- Бронзовый призёр (3) — 2001, 2002, 2023

#### Кубок России
- Обладатель (14) — 2005, 2007, 2008, 2009, 2010, 2013, 2014, 2015, 2016, 2017, 2018, 2019, 2020, 2023, 2024

### Международные

#### Кубок LEN trophy
- Обладатель (1) 2021

#### Женская Евролига LEN
- Обладатель (2) — 2017, 2018
- Финалист (5) — 2005, 2006, 2007, 2010, 2013
- Бронзовый призёр (3) — 2009, 2012, 2015
- Полуфиналист (1) — 2011

#### Суперкубок LEN
- Обладатель Кубка (1) — 2017

### Главные тренеры
- Александр Клейменов — 2003—2009 гг.[6]
- Александр Кабанов — с 2009 по 2014 гг.
- Нарица, Александр Михайлович — с 2014 по 2016 гг.
- Александр Кабанов — с 2016 по 2020 гг.
- Нарица Александр Михайлович — с 2020 г. по 2023 гг.
- Евстигнеев Сергей Александрович — с 2023 г. по н.в.

### Состав
вратари — Комарова Анастасия, Карнаух Эльвира 
защитники — Владлена Валюженич
подвижные нападающие — Евгения Иванова, Екатерина Прокофьева, Анастасия Симанович, Татьяна Зубкова, Дарья Рыжкова, Мадинабону Шерматова, Дарья Соболева, Полина Косых, Елизавета Карелова, Ксения Евдокушина, Ксения Шигина 
тренеры — Сергей Евстигнеев, Владимир Галкин, Александр Нарица, Екатерина Прокофьева

## Мужской ватерпольный клуб

### История
В 2011 году была создана мужская команда «КИНЕФ-Сургутнефтегаз», которая стала бронзовым призёром Кубка России-2013. В 2016 году команда завоевала бронзовые медали Чемпионата России.